# Jacovce
Jacovce (Hongaars: Jác) is een Slowaakse gemeente in de regio Nitra, en maakt deel uit van het district Topoľčany.
Jacovce telt 1.838 inwoners.